# Twilight Imperium
Twilight Imperium (Сумерки империи) — это стратегическая настольная игра, выпускаемая компанией Fantasy Flight Games. Первое издание игры было опубликовано в 1997 году, с тех пор она неоднократно перерабатывалась и видоизменялась. В данный момент существует Четвёртое издание игры (2017). значительно отличающееся от предыдущих механикой и оформлением. Сумерки империи известны глубоким стратегическим разнообразием и длительностью игрового процесса (партия обычно длится около 10 часов). Дизайнер игры Кристиан Петерсен.

## История создания

### Первое издание
Первое издание игры было создано Кристианом Петерсеном в одиночку, в разработке он опирался на свой опыт работы с комиксами. Оконачательная версия игры была презентована на ярмарке Origins Game в 1997 году. Все копии игры были распроданы за 2 дня.

### Второе издание
Второе издание Twilight Imperium было опубликовано в 2000 году. Игра проиллюстрирована работами Скотта и Брайана Шомбурга. Также в этом издании картонные жетоны кораблей были заменены пластиковыми миниатюрами. Второе издание Twilight Imperium было переведено на русский язык и издано компанией Мир хобби в 2003 году.

### Третье издание
Третье издание Twilight Imperium, опубликованное в 2004 году, пересматривало многие механики. Оно приобрело некоторые особенность евро-игр. По сравнению с предыдущими редакциями темп игры заметно увеличился, каждый ход разбивался на короткие раунды, в которых игроки по очереди выполняют одно действие. Также изменился менеджмент ресурсов, все ресурсы нанесены на карточки планет и используются по необходимости.

### Четвёртое издание
Разработка четвёртого выпуска Twilight Imperium началась в 2015 году. Первоначально планировалось финансирование проекта через краудфандинговую площадку Kickstarter. Разработчики планировали сохранить лишь шесть рас из оригинальной игры, создав каждой свой уникальный дизайн миниатюр. Однако, от этой идеи пришлось отказаться, как слишком дорогостоящей. Новая версия включила в себя все расы предыдущих выпусков и была представлена на фестивале Gen Con в августе 2017 года.

## Игровой процесс
Партия может включать от 3 до 6 игроков (до 8 с дополнением) и занимает в среднем от 6 часов (приблизительно 1,5 часа на игрока). Цель игры — набор победных очков, которые можно получить, выполняя публичные и личные цели. Каждый игрок случайным образом получает под контроль расу, создается карта галактики, где в центре размещается планета Mecatol Rex. Игра состоит из 6-10 раундов, в каждом из которых последовательно выполняется несколько ходов. В конце каждого раунда игроки имеют возможность получать победные очки за публичные цели и/или секретную цель, которая раздается каждому игроку в начале игры. Первый игрок, получивший 10 победных очков, объявляется новым Императором и выигрывает игру. Также в игре существует механика, которая активируется после 6-го раунда и создает шанс, что игра окончится в любой последующий раунд, в этом случае игрок с наибольшим количеством победных очков на этот момент будет объявлен победителем.

## Игры в серии

### Основная игра
1. Twilight Imperium 1st Edition (Первое издание)
2. Twilight Imperium 2nd Edition (Второе издание)
3. Twilight Imperium 3rd Edition (Третье издание)
4. Twilight Imperium 4th Edition (Четвертое издание)

### Дополнения
- Twilight Imperium 1st Edition
  - Twilight Imperium: Borderlands
  - Twilight Imperium: Twilight Armada
  - Twilight Imperium: Distant Suns
  - Twilight Imperium: The Outer Rim
- Twilight Imperium 2nd Edition
  - Twilight Imperium: Hope’s End
- Twilight Imperium 3rd Edition
  - Twilight Imperium: Shattered Empire
  - Twilight Imperium: Shards of the Throne
- Twilight Imperium 4th Edition
  - Twilight Imperium: Prophecy of Kings

### Игры в той же вселенной
1. Twilight Imperium: Armada
2. Rex: Final days of an Empire